# Il barbiere di Siviglia

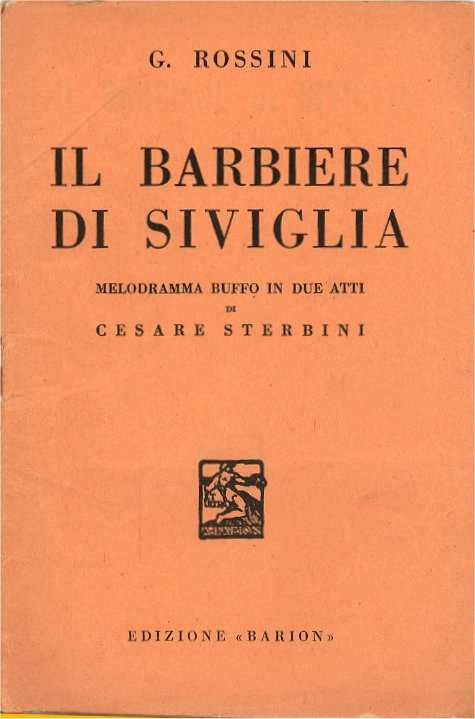

Il barbiere di Siviglia (bằng tiếng Ý, tạm dịch tiếng Việt:"Người thợ cạo thành Sevilla") là một trong những vở opera hay nhất của thiên tài opera người Ý Gioachino Rossini. Đây là vở opera hài (tiếng Ý: opera buffa) 2 màn, có lời của Cesare Sterbini. Chủ đề của vở opera này được lấy từ hài kịch của Beaumarchais (tác phẩm được sáng tác vào năm 1775). Tác phẩm của Rossini được trình diễn lần đầu tiên tại Roma, thủ đô nước Ý vào năm 1816 với cái tên hoàn toàn khác là Almaviva, o sia L'inutile precauzione (tạm dịch:"Almaviva, sự phòng ngừa vô ích") để khỏi trùng tên với vở opera của Giovanni Paisiello. Năm 1818, nó vượt qua biên giới nước Ý và xuất hiện tại Luân Đôn, Anh. Năm 1819, tác phẩm đến bờ bên kia của Đại Tây Dương, có mặt trên sân khấu opera của thành phố New York, Mỹ. Chủ đề của nó cũng là chủ đề của nhiều vở opera khác.

## Âm thanh
| Aria màn 1 của vở opera Người thợ cạo thành Seville |  |
|                                                     |  |
|                                                     |  |

| Figaro Cavatina |
| |
| Trích đoạn nổi tiếng nhất trong vở nhạc kịch. Lotteria đã sử dụng 1 phần nhạc trong trích đoạn này để làm nhạc quảng cáo. |